# Kanurennsport-Weltmeisterschaften 1950
Die 3. Kanurennsport-Weltmeisterschaften fanden 1950 in Kopenhagen (Dänemark) statt.
Es wurden Medaillen in 15 Disziplinen des Kanurennsports vergeben: vier Canadier und neun Kajak-Wettbewerbe der Männer sowie zwei Kajak-Wettbewerbe der Frauen. Zum ersten Mal in der WM-Geschichte wurden der Einer-Kanadier-Wettbewerb und der Vierer-Kajak-Wettbewerb über 10.000 Meter der Männer ausgetragen.

## Ergebnisse

### Männer

#### Canadier
| Event        | Gold                                            | Zeit | Silber                                    | Zeit | Bronze                                           | Zeit |
| ------------ | ----------------------------------------------- | ---- | ----------------------------------------- | ---- | ------------------------------------------------ | ---- |
| C-1 1000 m   | Tschechoslowakei Josef Holeček                  |      | Frankreich Robert Boutigny                |      | Schweden Bengt Backlund                          |      |
| C-1 10.000 m | Frankreich Robert Boutigny                      |      | Tschechoslowakei Josef Holeček            |      | Schweden Bengt Backlund                          |      |
| C-2 1000 m   | Tschechoslowakei Jan Brzák-Felix Bohumil Kudrna |      | Frankreich Georges Dransart Armand Loreau |      | Tschechoslowakei Václav Havel Jiří Pecka         |      |
| C-2 10.000 m | Tschechoslowakei Jan Brzák-Felix Bohumil Kudrna |      | Frankreich Georges Dransart Armand Loreau |      | Tschechoslowakei Bohuslav Karlík Oldřich Lomecký |      |

#### Kajak
| Event                 | Gold                                                                      | Zeit | Silber                                                                   | Zeit | Bronze                                                                     | Zeit |
| --------------------- | ------------------------------------------------------------------------- | ---- | ------------------------------------------------------------------------ | ---- | -------------------------------------------------------------------------- | ---- |
| K-1 500 m             | Dänemark Frederik Andersen                                                |      | Schweden Lennart Klingström                                              |      | Dänemark Andreas Lind                                                      |      |
| K-1 1000 m            | Schweden Gert Fredriksson                                                 |      | Finnland Thorvald Strömberg                                              |      | Schweden Lars Petterson                                                    |      |
| K-1 10.000 m          | Finnland Thorvald Strömberg                                               |      | Schweden Gert Fredriksson                                                |      | Schweden Arne Jansson                                                      |      |
| K-1 4 × 500 m Staffel | Schweden Lars Glassér Ingemar Hedberg Lennart Klingström Gert Fredriksson |      | Dänemark Poul Agger Andreas Lind Ejvind Hansen Frederik Andersen         |      | Österreich Herbert Klepp Max Raub Herbert Wiedermann Günther Rührnschopf   |      |
| K-2 500 m             | Schweden Lars Glassér Ingemar Hedberg                                     |      | Schweden Herny Pettersson Berndt Häppling                                |      | Österreich Max Raub Herbert Wiedermann                                     |      |
| K-2 1000 m            | Schweden Lars Glassér Ingemar Hedberg                                     |      | Norwegen Ivar Mathisen Knut Østby                                        |      | Niederlande Piet Bakker Harri Kooistra                                     |      |
| K-2 10.000 m          | Schweden Gunnar Åkerlund Hans Wetterström                                 |      | Dänemark Svend Frømming Ingvard Nørregaard                               |      | Schweden Karl-Erick Björk Per-Olav Olsson                                  |      |
| K-4 1000 m            | Schweden Einar Pihl Hans Eirksson Lars Petterson Berndt Häppling          |      | Schweden Gunnar Åkerlund Ebbe Frick Sven-Olov Sjödelius Hans Wetterström |      | Österreich Herbert Klepp Walter Frühwirth Hans Ortner Paul Felinger        |      |
| K-4 10.000 m          | Schweden Karl Andersson Stig Andersson Gösta Gustavsson Harry Johansson   |      | Schweden Karl-Erik Björk Per-Olav Olsson Klas Norgren Arne Jannson       |      | Österreich Walter Piemann Alfred Schmidtberger Otto Lochner Alfred Krammer |      |

### Frauen

#### Kajak
| Event     | Gold                                | Zeit | Silber                                    | Zeit | Bronze                                 | Zeit |
| --------- | ----------------------------------- | ---- | ----------------------------------------- | ---- | -------------------------------------- | ---- |
| K-1 500 m | Finnland Sylvi Saimo                |      | Dänemark Karen Hoff                       |      | Österreich Fritzi Schwingl             |      |
| K-2 500 m | Finnland Sylvi Saimo Greta Grönholm |      | Österreich Trude Leibhart Fritzi Schwingl |      | Schweden Ingrid Wallgren Lisa Lundberg |      |

## Medaillenspiegel
| Rang   | Nation           | Gold | Silber | Bronze | Gesamt |
| ------ | ---------------- | ---- | ------ | ------ | ------ |
| 1      | Schweden         | 7    | 5      | 6      | 18     |
| 2      | Tschechoslowakei | 3    | 1      | 2      | 6      |
| 3      | Finnland         | 3    | 1      | –      | 4      |
| 4      | Dänemark         | 1    | 3      | 1      | 5      |
| 5      | Frankreich       | 1    | 3      | –      | 4      |
| 6      | Österreich       | –    | 1      | 5      | 6      |
| 7      | Norwegen         | –    | 1      | –      | 1      |
| 8      | Niederlande      | –    | –      | 1      | 1      |
| Gesamt | Gesamt           | 15   | 15     | 15     | 45     |